# Andreas Wallenhorst
Andreas Wallenhorst (* 12. Januar 1966 in Osnabrück) ist ein ehemaliger deutscher Fußballspieler.

## Karriere
Er spielte von Juli 1987 bis Juni 1990 beim VfL Osnabrück. In dieser Zeit absolvierte er 70 Spiele in der 2. Fußball-Bundesliga. Um den DFB-Pokal trat er mit dem VfL dreimal in der Saison 1988/1989 an, einmal in der Saison 1989/1990. Der Libero erzielte in seiner Fußballlaufbahn kein Tor. 1990 beendete er seine Laufbahn. Ab 2010 spielte er als Freizeitsportler in der Bezirksliga beim BSV Holzhausen.